# Tweede klasse 2005-06 (voetbal België)
Het seizoen 2005/06 van de Belgische Tweede Klasse ging van start op 31 augustus 2005 en eindigde op 7 mei 2006. Het is het eerste seizoen waar aan de eindronde ook een club uit Eerste Klasse moet deelnemen, namelijk de club die daar 17de werd. De eindrondewinnaar kan dan promoveren naar Eerste Klasse (indien het een tweedeklasser is) of het behoud verzekeren (indien het de eersteklasser is).
De competitie werd verstoord door het faillissement van K. Beringen-Heusden-Zolder in maart. De club gaf forfait voor zijn resterende wedstrijden. Aanvankelijk besliste het Uitvoerend Comité van de Voetbalbond op 28 maart om de punten die de andere clubs behaalden tegen KBHZ te behouden en voor de andere de wedstrijden een forfaitscore aan te rekenen, maar op 21 april werd deze beslissing herzien en werd conform het reglement besloten alle punten van KBHZ af te trekken.
Na een spannende eindstrijd om de titel, die door de affaire met KBHZ verstoord werd, werd de titel op de laatste speeldag veroverd door RAEC Mons, dat zo na één seizoen in Tweede Klasse meteen terug naar de hoogste afdeling kan.

## Gedegradeerde teams
Deze teams waren gedegradeerd uit de Eerste Klasse voor de start van het seizoen:
- KV Oostende
- RAEC Mons

## Gepromoveerde teams
Deze teams waren gepromoveerd uit de Derde Klasse voor de start van het seizoen:
- KV Mechelen (kampioen in Derde Klasse A)
- KVSK United Overpelt-Lommel (kampioen in Derde Klasse B)
- Oud-Heverlee Leuven (winnaar eindronde)

## Promoverende teams
Deze teams promoveerden naar Eerste Klasse op het eind van het seizoen:
- RAEC Mons

Slechts één club promoveerde. Eersteklasser K. Lierse SK won de eindronde, waardoor geen extra tweedeklasser kon stijgen.

## Degraderende teams
Deze teams degradeerden naar Derde Klasse op het eind van het seizoen:
- KFC Verbroedering Geel (veroordeeld wegens omkoping)

Tijdens het seizoen werd K. Beringen-Heusden-Zolder geschrapt, en lange tijd leek het dat KFC Verbroedering Geel wegens omkoping direct naar Derde Klasse zou worden verwezen. Doordat deze twee clubs reeds zouden verdwijnen, zou er dan geen rechtstreekse daler zijn dit seizoen.
KMSK Deinze eindigde als voorlaatste (na schrapping van KBHZ in feite als laatste), wat normaal rechtstreekse degradatie betekende, maar doordat al twee clubs verdwenen zou Deinze na de competitie alsnog in de play-offs met derdeklassers voor behoud kunnen spelen. Verbroedering Geel was echter op een plaats geëindigd die recht gaf op de eindronde voor promotie, en toen de club in kort geding verkreeg dat men alsnog aan die eindronde mocht deelnemen, kreeg Deinze in extremis toch te horen dat het rechtstreeks zou degraderen. KFC Dessel Sport werd nu opeens verplicht deel te nemen aan de eindronde met derdeklassers. Dessel verloor daar in de halve finale van Racing Waregem en zou dus moeten degraderen. Verbroedering Geel zou bij eindrondewinst niet moeten zakken maar zou in Tweede kunnen blijven; de club slaagde echter niet in de eindronde te winnen en werd zo tot degradatie gedwongen.
Pas in juni werd ten slotte echt zeker dat Verbroedering Geel geen genade kreeg en effectief zou moeten zakken. In Eerste Klasse was bovendien RAA Louviéroise laatste geëindigd. Normaal gezien zou deze club dan rechtstreeks naar Tweede Klasse zakken, maar in juni viel ook definitief de beslissing dat La Louvière geen licentie zou krijgen en rechtstreeks naar Derde Klasse zou moeten zakken. Door deze twee beslissingen kwamen weer twee extra plaatsen in Tweede Klasse vacant, waardoor KMSK Deinze en KFC Dessel Sport, ondanks de degradatieplaatsen en de nederlagen uiteindelijk toch in Tweede Klasse mochten blijven.

## Ploegen
Deze ploegen spelen in het seizoen 2005/2006 in Tweede Klasse:
| Club                        | Plaats       | Afk |    |
| --------------------------- | ------------ | --- | -- |
| R. Antwerp FC               | Antwerpen    | Ant | 1  |
| KV Oostende                 | Oostende     | Oos | 2  |
| KSK Ronse                   | Ronse        | Ron | 3  |
| KV Kortrijk                 | Kortrijk     | KVK | 4  |
| R. Union Saint-Gilloise     | Brussel      | USG | 5  |
| KV Red Star Waasland        | Sint-Niklaas | RSW | 6  |
| KFC Dessel Sport            | Dessel       | KFC | 7  |
| KVSK United Overpelt-Lommel | Lommel       | KVS | 8  |
| Oud-Heverlee Leuven         | Leuven       | OHL | 9  |
| KFC Vigor Wuitens Hamme     | Hamme        | Ham | 10 |
| KAS Eupen                   | Eupen        | Eup | 11 |
| KFC Verbroedering Geel      | Geel         | Gee | 12 |
| RAEC Mons                   | Bergen       | Mon | 13 |
| K. Beringen-Heusden-Zolder  | Beringen     | BHZ | 14 |
| KMSK Deinze                 | Deinze       | Dei | 15 |
| R. Excelsior Virton         | Virton       | Vir | 16 |
| AFC Tubize                  | Tubeke       | Tub | 17 |
| KV Mechelen                 | Mechelen     | KVM | 18 |

| 1 2 3 4 5 6 7 8 9 10 11 12 13 14 15 16 17 18 Geografische verspreiding clubs |

## Titelstrijd
De titelstrijd in tweede klasse ging enige tijd tussen RAEC Mons , KVSK United , KV Kortrijk en Red Star Waasland; uiteindelijk namen Bergen en KVSK een voorsprong op de rest.
Halverwege april haalde KVSK United leider Mons bij. Voor de Voetbalbond op 21 april toch de beslissing nam om de punten van KBHZ af te trekken, hadden Mons en KVSK United zo beide 60 punten. Na deze beslissing echter, kwam KVSK United plots 4 punten voor Mons te staan en leek met drie speeldagen te gaan plots uitzicht te hebben op de titel. KVSK verloor dat weekend echter zijn wedstrijd met 3-0 van KV Kortrijk, waardoor Bergen toch weer op één puntje naderde. Deze situatie bleef zo tot voor de laatste speeldag. KVSK ging op zoek naar de titel op het veld van OH Leuven, terwijl Bergen naar Dessel moest. KVSK kwam eerst op voorsprong tegen Leuven, maar nog voor de rust kwam Leuven terug en won uiteindelijk de match met 2-1. Zo had Mons dat op dat moment in Dessel spelen alsnog de kans om leider te worden. Dankzij een strafschop op het einde van de wedstrijd pakte Mons de zege met 1-2 en heroverde zo in extremis de leidersplaats en de titel in Tweede Klasse.

## Periodekampioenen
De resultaten van de matchen van Beringen-Heusden-Zolder werden pas gedurende de derde periode geschrapt. Door deze schrapping diende de klassementen voor de periodekampioenschappen te herrekend worden. Omdat door het oneven aantal clubs na schrapping niet elke ploeg zo evenveel matchen per periode had gespeeld, werd een soort uitmiddeling gemaakt om de perioderangschikkingen op te stellen. De punten van elke ploeg moeten vermenigvuldigd worden met een factor "totaal aantal wedstrijden van de periode/ effectief aantal door de club gespeelde wedstrijden", waarbij het totaal aantal matchen in een periode 10 is in de eerste periode en 12 in de tweede en derde periode. Het resultaat wordt naar het dichtstbijzijnd geheel getal afgerond.
- Eerste periode: KVSK United Overpelt-Lommel, 21 punten (gem. 23).
- Tweede periode: KFC Vigor Wuitens Hamme, 24 punten (gem. 26).
- Derde periode: RAEC Mons, 23 punten (gem. 25)

United en Hamme behielden na herrekening hun periodetitel. De strijd voor de derde periodetitel duurde tot de laatste speeldag. KV Kortrijk, de grootste favoriet bleef steken op een 1-1 gelijkspel tegen Union en strandde zo op 22 punten uit 11 wedstrijden. Alle concurrenten wonnen wel: Oud-Heverlee Leuven had zo het meest aantal punten, namelijk 24 uit 12 matchen. RAEC Mons, Verbroedering Geel en Antwerp hadden 23 punten, maar zij hadden door het verdwijnen van KBHZ slechts 11 wedstrijden in de derde periode. Na verrekening van de punten met de aanpassingsfactor werd dit afgerond 25 punten, meer dan OH Leuven dat op 24 bleef. Dankzij het beste doelsaldo pakte Mons zo de laatste periodetitel.

## Uitslagen
|     | Ant | Oos | Ron | KVK | USG | RSW | KFC | KVS | OHL | Ham | Eup | Gee | Mon | BHZ | Dei | Vir | Tub | KVM |
| Ant | XXX | 3-1 | 0-0 | 0-4 | 1-2 | 0-1 | 1-1 | 5-0 | 4-3 | 1-0 | 3-2 | 0-1 | 1-1 |     | 4-1 | 3-0 | 4-1 | 2-1 |
| Oos | 1-1 | XXX | 1-2 | 2-2 | 1-0 | 3-1 | 0-1 | 0-0 | 2-1 | 3-4 | 2-2 | 0-1 | 1-1 |     | 1-1 | 1-0 | 2-2 | 2-1 |
| Ron | 2-3 | 0-3 | XXX | 1-0 | 0-1 | 2-3 | 0-2 | 0-1 | 2-1 | 4-3 | 3-3 | 0-2 | 2-0 |     | 1-4 | 1-1 | 2-1 | 1-3 |
| KVK | 1-2 | 3-3 | 3-2 | XXX | 1-1 | 1-1 | 4-0 | 3-0 | 0-0 | 1-3 | 2-0 | 2-1 | 1-1 | 2-1 | 1-0 | 2-1 | 2-0 | 3-0 |
| USG | 1-3 | 0-2 | 0-2 | 2-2 | XXX | 1-5 | 2-1 | 1-3 | 0-2 | 1-1 | 2-1 | 2-1 | 0-0 |     | 5-1 | 2-2 | 0-2 | 0-0 |
| RSW | 4-1 | 1-0 | 2-2 | 2-2 | 3-1 | XXX | 1-0 | 1-3 | 0-0 | 2-2 | 0-1 | 0-0 | 2-0 | 2-0 | 2-1 | 2-2 | 2-1 | 1-1 |
| KFC | 2-1 | 2-2 | 3-2 | 0-1 | 1-2 | 1-1 | XXX | 0-3 | 0-2 | 5-2 | 1-1 | 4-1 | 1-2 | 0-2 | 2-4 | 0-2 | 1-2 | 1-0 |
| KVS | 3-0 | 2-1 | 2-0 | 4-0 | 1-1 | 4-3 | 2-0 | XXX | 2-0 | 0-0 | 2-2 | 2-1 | 0-4 | 2-2 | 2-0 | 4-0 | 4-0 | 2-0 |
| OHL | 0-0 | 3-1 | 2-3 | 2-1 | 1-1 | 2-3 | 2-0 | 2-1 | XXX | 2-1 | 3-1 | 3-0 | 0-0 | 4-0 | 5-0 | 0-1 | 0-3 | 3-2 |
| Ham | 3-0 | 1-0 | 6-2 | 2-3 | 1-0 | 3-3 | 3-0 | 1-1 | 0-1 | XXX | 0-1 | 1-1 | 0-2 | 5-0 | 4-2 | 1-0 | 2-3 | 0-2 |
| Eup | 5-1 | 5-0 | 2-0 | 0-0 | 2-1 | 2-3 | 0-3 | 1-1 | 2-0 | 1-0 | XXX | 3-2 | 0-1 |     | 0-1 | 0-1 | 2-2 | 1-1 |
| Gee | 2-2 | 2-0 | 0-1 | 2-0 | 1-0 | 2-0 | 0-0 | 3-2 | 0-0 | 2-0 | 1-0 | XXX | 2-0 | 1-2 | 1-1 | 2-0 | 3-0 | 1-2 |
| Mon | 2-0 | 1-1 | 1-2 | 6-1 | 4-1 | 2-2 | 1-0 | 2-2 | 2-1 | 1-2 | 5-1 | 2-1 | XXX | 4-1 | 1-0 | 5-1 | 1-0 | 3-1 |
| BHZ | 0-0 | 1-2 | 2-1 |     | 0-0 | 1-1 |     | 1-1 | 1-1 |     | 0-0 | 3-5 | 0-2 | XXX |     | 1-0 | 3-0 | 2-1 |
| Dei | 3-2 | 0-2 | 3-4 | 2-1 | 0-4 | 1-3 | 0-0 | 0-0 | 1-2 | 0-1 | 1-2 | 0-1 | 1-3 | 1-0 | XXX | 3-0 | 0-2 | 0-3 |
| Vir | 1-1 | 2-2 | 0-0 | 0-1 | 3-0 | 2-0 | 0-0 | 1-1 | 0-3 | 3-0 | 0-1 | 2-1 | 0-0 | 1-1 | 0-0 | XXX | 0-0 | 1-0 |
| Tub | 1-3 | 1-2 | 2-1 | 0-2 | 4-2 | 0-1 | 2-0 | 1-3 | 1-1 | 0-1 | 5-1 | 0-1 | 1-2 |     | 2-0 | 0-0 | XXX | 2-1 |
| KVM | 0-1 | 0-2 | 2-2 | 0-0 | 1-1 | 2-0 | 2-1 | 2-2 | 1-1 | 0-0 | 0-1 | 0-4 | 1-2 |     | 4-2 | 3-1 | 2-1 | XXX |

Beringen-Heusden-Zolder speelde op 4 en 12 februari zijn wedstrijden tegen Eupen en Union niet, speelde daarna nog drie matchen, maar hield het vanaf 11 maart voor bekeken. De resultaten van deze stemming werden later geannuleerd. De wedstrijden tellen niet meer mee voor enig klassement, en zijn geen officiële eindresultaten meer.

## Eindstand
|      |    |                             | P  | W  | G  | V  | +  | -  | DS  | Ptn |
| ---- | -- | --------------------------- | -- | -- | -- | -- | -- | -- | --- | --- |
| K    | 1  | RAEC Mons                   | 32 | 18 | 9  | 5  | 58 | 29 | 29  | 63  |
| EP   | 2  | KVSK United Overpelt-Lommel | 32 | 17 | 10 | 5  | 59 | 35 | 24  | 61  |
| D/EP | 3  | KFC Verbroedering Geel      | 32 | 16 | 6  | 10 | 43 | 29 | 14  | 54  |
|      | 4  | KV Red Star Waasland        | 32 | 14 | 11 | 7  | 55 | 45 | 10  | 53  |
|      | 5  | KV Kortrijk                 | 32 | 14 | 10 | 8  | 50 | 40 | 10  | 52  |
|      | 6  | Oud-Heverlee Leuven         | 32 | 14 | 8  | 10 | 48 | 35 | 13  | 50  |
|      | 7  | R. Antwerp FC               | 32 | 14 | 7  | 11 | 53 | 50 | 3   | 49  |
|      | 8  | KAS Eupen                   | 32 | 12 | 8  | 12 | 46 | 47 | -1  | 44  |
| EP   | 9  | KFC Vigor Wuitens Hamme     | 32 | 12 | 7  | 13 | 48 | 47 | 1   | 43  |
|      | 10 | KV Oostende                 | 32 | 10 | 11 | 11 | 44 | 46 | -2  | 41  |
|      | 11 | KSK Ronse                   | 32 | 11 | 6  | 15 | 45 | 60 | -15 | 39  |
|      | 12 | AFC Tubize                  | 32 | 11 | 5  | 16 | 42 | 47 | -5  | 38  |
|      | 13 | KV Mechelen                 | 32 | 9  | 9  | 14 | 38 | 44 | -6  | 36  |
|      | 14 | R. Excelsior Virton         | 32 | 8  | 12 | 12 | 27 | 39 | -12 | 36  |
|      | 15 | R. Union Saint-Gilloise     | 32 | 8  | 9  | 15 | 37 | 53 | -16 | 33  |
| ED   | 16 | KFC Dessel Sport            | 32 | 8  | 7  | 17 | 33 | 48 | -15 | 31  |
|      | 17 | KMSK Deinze                 | 32 | 6  | 5  | 21 | 33 | 65 | -32 | 23  |
| D    | 18 | K. Beringen-Heusden-Zolder  | 0  | 0  | 0  | 0  | 0  | 0  | 0   | 0   |

P: wedstrijden gespeeld, W: wedstrijden gewonnen, G: gelijke spelen, V: wedstrijden verloren, +: gescoorde doelpunten, -: doelpunten tegen, DS: doelsaldo, Ptn: totaal punten
 K: kampioen en promotie, EP: eindronde voor promotie, ED: eindronde voor degradatie D: degradatie
Uitleg over eindronde Dessel en niet-degradatie van Deinze zie hoger, degraderende teams.

## Eindronde voor promotie
Voor het eerst speelden in de eindronde maar drie tweedeklassers. De vierde deelnemer was de ploeg die voorlaatste was geëindigd in Eerste Klasse, namelijk K. Lierse SK. De deelnemende tweedeklassers waren periodewinnaars VW Hamme en KVSK United, dat op de laatste speeldag de titel had verspeeld. Doordat de derde periodewinnaar, Bergen, eindwinnaar was geworden, schoof de eindrondeplaats over naar de volgende vrije ploeg in de eindstand Verbroedering Geel.
Geel was echter wegens omkoping al veroordeeld tot extra-sportieve degradatie naar Derde Klasse en kon via een eventuele eindronde vooralsnog kans maken op behoud. De beslissing van het Uitvoerend Comité van de voetbalbond om Geel toe te laten tot de eindronde werd echter door Red Star Waasland aangeklaagd. De loting werd een dag uitgesteld, en op 9 mei werd dan beslist om niet Verbroedering Geel maar wel Red Star Waasland als volgende in het klassement toe te laten tot de eindronde. Dit leidde echter tot een kort geding van zowel KV Kortrijk als Verbroedering Geel tegen de KBVB. Kortrijk wil de eindronde laten opschorten tot de Belgische arbitragecommissie een uitspraak heeft gedaan omtrent de opschorting van de punten van KBHZ. Zonder deze schrapping zou Kortrijk op een derde plaats eindigen die recht geeft op een eindronde. Geel protesteert dan weer tegen het feit dat men zelf niet mag deelnemen aan de eindronde, hoewel nog niet beslist zou zijn over effectieve schuld. Door deze verwikkelingen werd de eindronde, die normaal op 14 mei van start moest gaan, enige tijd uitgesteld. Op vrijdag 19 mei besliste de rechter in kort geding te Brussel dat niet Waasland maar toch Geel naar de eindronde mocht. De eindronde mocht niet meer verder worden uitgesteld, en diende de zondag erop effectief van start te gaan, zo niet wachtte de deelnemers en de voetbalbond een dwangsom van 500.000 euro. De klacht van KV Kortrijk werd niet ontvankelijk verklaard. KV Kortrijk werd pas toen de eindronde bezig was, door de rechter als 3de aangewezen en had dus de eindronde moeten spelen. Maar dat was inmiddels praktisch niet meer mogelijk.
Aanvankelijk leek Lierse vlot de eindronde te gaan winnen, maar na puntenverlies kwam Hamme op gelijke hoogte voor de laatste speeldag. Ook KVSK maakte nog kans om winnaar te worden bij puntenverlies van Lierse. Uiteindelijk versloeg op de laatste speeldag Lierse vlot het reeds uitgetelde Geel, terwijl Hamme bij KVSK onderuit ging.
|   |   |                             | P | W | G | V | +  | -  | DS | Ptn |
| - | - | --------------------------- | - | - | - | - | -- | -- | -- | --- |
| P | 1 | K. Lierse SK                | 6 | 4 | 0 | 2 | 13 | 7  | 6  | 12  |
|   | 2 | KVSK United Overpelt-Lommel | 6 | 3 | 1 | 2 | 11 | 9  | 2  | 10  |
|   | 3 | KFC Vigor Wuitens Hamme     | 6 | 3 | 0 | 3 | 8  | 9  | -1 | 9   |
|   | 4 | KFC Verbroedering Geel      | 6 | 1 | 1 | 4 | 8  | 15 | -7 | 4   |

| Datum      | Uur   | Wedstrijd                                            | Uitslag |
| ---------- | ----- | ---------------------------------------------------- | ------- |
| 21/05/2006 | 16:00 | KVSK United Overpelt-Lommel - KFC Verbroedering Geel | 2-2     |
| 21/05/2006 | 16:00 | K. Lierse SK - KFC VW Hamme                          | 2-0     |
| 25/05/2006 | 19:00 | KFC VW Hamme - KVSK United Overpelt-Lommel           | 2-1     |
| 25/05/2006 | 19:00 | KFC Verbroedering Geel - K. Lierse SK                | 2-3     |
| 28/05/2006 | 16:00 | KFC Verbroedering Geel - KFC VW Hamme                | 2-1     |
| 28/05/2006 | 16:00 | KVSK United Overpelt-Lommel - K. Lierse SK           | 2-1     |
| 01/06/2006 | 19:00 | KFC VW Hamme - KFC Verbroedering Geel                | 2-1     |
| 01/06/2006 | 19:00 | K. Lierse SK - KVSK United Overpelt-Lommel           | 2-1     |
| 04/06/2006 | 16:00 | KFC VW Hamme - K. Lierse SK                          | 2-0     |
| 04/06/2006 | 16:00 | KFC Verbroedering Geel - KVSK United Overpelt-Lommel | 1-2     |
| 08/06/2006 | 20:30 | K. Lierse SK - KFC Verbroedering Geel                | 5-0     |
| 08/06/2006 | 20:30 | KVSK United Overpelt-Lommel - KFC VW Hamme           | 3-1     |

## Degradatie-eindronde
Het team dat 16de eindigde, KFC Dessel Sport, speelde een eindronde met een aantal derdeklassers en ging daar van start in de tweede ronde van die eindronde.

## Topscorers
| Scorer           | Goals | Team                 | Land     |
| ---------------- | ----- | -------------------- | -------- |
| Kristof Arijs    | 19    | KV Red Star Waasland | België   |
| Dong Fangzhuo    | 18    | R. Antwerp FC        | China    |
| Jérémie Njock    | 17    | RAEC Mons            | Kameroen |
| Marcos Pereira   | 16    | KVSK United          | Brazilië |
| Samuel Remy      | 14    | Oud-Heverlee Leuven  | België   |
| Guillaume Gillet | 14    | KAS Eupen            | België   |
| Ivica Jarakovic  | 14    | KV Kortrijk          | Servië   |